# Драчешти (Телеорман)
Драчешти (рум. Drăcești) насеље је у Румунији у округу Телеорман у општини Скурту Маре. Oпштина се налази на надморској висини од 135 m.

## Становништво
Према подацима из 2002. године у насељу је живело 467 становника, од којих су сви румунске националности.